# Comics House
Comics House est l'une des compagnies majeures dans la publication du manga en Malaisie. Ils ont d'abord débuté avec la publication des mangas Dragon Ball et Dragon Quest en 1995. Ils publient aussi leurs traductions à Singapour.

## Mangas publiés par Comics House en Malais
Entre parenthèses, les titres traduits en Malais
- 3x3 Eyes
- Ah! My Goddess (Oh! Dewi)
- Bleach (Bleach - Dewa Maut)
- Chibi Maruko-chan
- Cashman Saving Soldier
- Cat's Eye (Mata Kucing)
- Cowa
- Crayon Shin Chan (Dik Cerdas)
- Détective Academie Q (Penyiasat Remaja Sekolah Detektif Q)
- Dragon Ball (Mutiara Naga)
- Dragon Boy
- Dragon Quest (Misteri Naga)
- Dr Slump
- Good Morning Call
- GS Mikami
- Hunter × Hunter
- JoJo's Bizarre Adventure (Penjelajah Jojo)
- Kajika
- Kotaro Makaritoru (Pakar Judo)
- Les Enquêtes de Kindaichi (Penyiasat Remaja)
- Naruto
- Offside  (Johan Bola Sepak Offside)
- One Piece (Budak Getah)
- Rave
- Kenshin le vagabond (Satria Pedang)
- Sailor Moon
- Tekken Chinmi (Anak Sateria)
- Shin Tekken Chinmi (Anak Sateria Baru)
- YuYu Hakusho
- Yu-Gi-Oh

## Mangas publiés par Comics House en Chinois
- Crayon Shin Chan
- Dragon Ball (Mutiara Naga)
- Dragon Quest
- Dr Slump
- GS Mikami
- Sailor Moon
- YuYu Hakusho